# Centymetr sześcienny
Centymetr sześcienny (cm³) – jednostka objętości, milionowa część metra sześciennego.
1000 mm³  = 1 cm³ = 0,000 001 m³
Inne oznaczenia i nazwy:
- ccm (ang. cubic centimeter)
- mililitr (ml lub mL) - podwielokrotność litra, pozaukładowej jednostki objętości. Jeden mililitr równa się 10−3 l. Jest powszechnie używany w obliczaniu pojemności butelek na napoje.

Centymetr sześcienny jest często używany do określania pojemności skokowej silnika.